# 日産・NT450アトラス
NT450アトラス（エヌティーよんごうまるアトラス）は、三菱ふそうトラック・バスが製造してOEM供給し、日産自動車が販売していた小型・中型トラックである。
車両型式はOEM供給元の三菱ふそうトラック・バス流の型式となるが、日産での社内型式は日産・アトラス2t系の型式が引き継がれ、H44型となる。

## 概要
日産が販売する「アトラス」のうち、最大積載量2-4tクラスのアトラス20系（4代目は社内型式で区別されており、最大積載量1-1.5tクラスの「アトラスF24」に対して、「アトラスH43」の別名があった）がモデルチェンジされ、車種名を「NT450アトラス」へ改名、ベース車両が3代目（H42型）・4代目（H43型）のいすゞ・エルフから三菱ふそう・キャンター（以下、8代目キャンター）へ変更された。
8代目キャンターに対してエンブレムやデカール類で違いがあり、特にフロントフェイスに関しては、フロントグリル上の右側に車名エンブレムが配されている。また発売当初、エンジン進化型エコカー「PURE DRIVE（ピュアドライブ）」の車種となっていたこともあり、両側のフロントドア下に「PURE DRIVE（ハイブリッド車は「PURE DRIVE / HYBRID」）」エンブレムが装着されていたが、2016年7月の一部仕様変更で「PURE DRIVE」が廃止されたため装着されなくなった。

## 歴史
- 2012年11月8日 - 車種名を「NT450アトラス」に改め、フルモデルチェンジを発表（2013年1月8日発売）[1]。

エンジンは3.0Lディーゼルエンジンの4P10型となり、低燃費と環境性能を両立。トランスミッションは5速MTに加え、トラックでは唯一となるデュアルクラッチを採用した6速機械式AT「デュオニック（DUONIC）」を設定。クラッチ操作不要の2ペダル方式を採用したことでAT限定免許でも運転でき、マニュアル操作に不慣れな者でも簡単に運転できる。湿式多板クラッチの採用でスムーズな坂道発進とアクセル操作なしでクリープ走行時の速度コントロールを実現した。
先代でもラインナップされていたハイブリッド車も設定されており、超薄型モーターとリチウムイオンバッテリーを搭載。発進時はモーターのみで走行し実用燃費向上に寄与する。
全車が低排出ガス車（平成21年基準排出ガス規制10%低減レベル）認定を取得し、平成27年度燃費基準（アイドリングストップ搭載車は平成27年度燃費基準+5%、ハイブリッド車は平成27年度燃費基準+10%）を達成した。
- 2014年9月11日 - UDトラックスが8代目キャンターをベースにしたカゼットの販売を開始し、3姉妹車種となる。
- 2015年4月24日 - 一部改良（2015年6月4日販売開始）[2]。

平ボディ、シャシー、ダンプ、ダンプ架装用シャシー、タンクローリー車架装用シャシーに最大積載量3tの4WD車を新設。さらに、一部仕様のみに標準装備されていた運転席アームレストを全車に拡大して標準装備したほか、MT車には坂道発進補助装置のメーカーオプション設定を追加した。
- 2016年7月6日 - 一部仕様向上[3]。

一部仕様のみに標準装備されていたアイドリングストップシステムを全車に拡大して標準装備したほか、「DUONIC」搭載車にはヒルスタートアシスト機能を追加。
内装はブラックとシルバー基調に変更し、運転席シートにはサイドサポートの追加や座面クッション拡大の改良を行った。また、ダンプ・ダンプシャシー・高所シャシー・塵芥シャシー・ハイブリッド塵芥シャシーなどの一部を除く全車に、トレイ類（運転席オーバーヘッド・中央席センター）やマガジンラックといった収納スペースを標準化した。
- 2019年7月2日 - 一部仕様向上[4]。

平成28年排出ガス規制（ポスト・ポスト新長期規制）をクリアするとともに、平成28年度排出ガス規制値よりもNOx・ PM共に30%低減レベルを達成。燃費性能の向上により、全車「平成27年度燃費基準+10%」を達成した。
安全面が強化され、VDC（トラクションコントロールシステム機能を含む、キャンターでの車両安定性制御装置に相当）、インテリジェント エマージェンシーブレーキ（衝突被害軽減ブレーキ）、LDW（車線逸脱警報）が全車標準装備された。NT450アトラスのインテリジェント エマージェンシーブレーキは動いている歩行者にも検知が可能な高精度ミリ波レーダー方式で、フロントバンパー中央に搭載されているため、フロントのナンバープレートの位置が左側にオフセットされた。
そのほか、シングルキャブ車には電動パーキングブレーキのオプション設定が追加され、車両総重量6tクラスモデルではフロントサスペンションをリーフリジットから独立懸架に変更。AM/FMラジオは全車Bluetoothに対応した。
なお、今回の一部仕様向上に伴い、ハイブリッドモデルが廃止された。
- 2021年
  - 1月 - OEM元のキャンターのマイナーチェンジに伴い販売終了。
  - （参考）4月19日 - 約3ヶ月のブランクを経てフルモデルチェンジ。ベース車種がいすゞ・エルフへ回帰され、車種名も「NT450アトラス」から「アトラス 2tクラス」へ変更された[5]。

## 特装車シリーズ荷台架装メーカー
特装車の荷台架装メーカーは以下の通り。
- ドライバン（アルミバン）完成車シリーズ - 北村製作所、日本フルハーフ
- アルミウイングボディ完成車シリーズ - パブコ、日本フルハーフ
- ワンタッチ幌完成車シリーズ - 東洋ボデー
- アコーディオンバン完成車シリーズ - 河野ボデー
- 冷凍車・保冷車完成車シリーズ　-　北村製作所、日本フルハーフ
- リヤゲートリフト付トラック -　新明和工業、極東開発工業
- クレーン付トラック - 古河ユニック、タダノ
- 車載車完成車シリーズ　-　花見台自動車、古河ユニック、タダノ、極東開発工業